# Таганрогский политехнический музей
Таганрогский политехнический музей / Политехнический музей ТТИ ЮФУ — научно-технический музей, расположен в Таганроге на территории ТТИ ЮФУ.

## О музее
Музей был торжественно открыт в корпусе «Б» стараниями Олега Николаевича Набокова как Политехнический музей Таганрогского радиотехнического университета 12 сентября 2002 года, в День празднования 50-летия Таганрогского радиотехнического института. Красную ленточку во время церемонии открытия перерезали мэр Таганрога Сергей Шило, ректор ТРТУ Владислав Захаревич и Олег Набоков.
Таганрогский Политехнический музей одним из первых был приглашен в Ассоциацию научно-технических музеев страны Российского комитета ICOM, а его создатель и директор Олег Набоков был избран в состав руководства этой организации.

## Экспозиция музея
Экспозиция музея представляет историю развития науки и техники в направлениях, по которым готовит будущих специалистов Таганрогский технологический институт:
- радиотехника и телевидение
- автоматика и вычислительная техника
- авиация и космонавтика
- электроника и информационная безопасность

Ряд витрин и стендов в музее посвящены жизни и деятельности выдающихся руководителей и учёных ТРТИ/ТРТУ/ТТИ: первому директору ТРТИ Константину Яковлевичу Шапошникову, Виктору Ильичу Богданову, Анатолию Васильевичу Каляеву, Алексею Николаевичу Харину, Александру Ивановичу Соловьёву.

## Справочная информация
- Адрес: 347900, Россия, Ростовская обл., г. Таганрог, ул. Чехова, 22, корп. «Б», 2-й подъезд.
- Тел./факс: +7 8634 371461